# Liste von Persönlichkeiten aus Sessa TI
Diese Liste enthält in Sessa geborene Persönlichkeiten und solche, die in Sessa ihren Wirkungskreis hatten, ohne dort geboren zu sein. Die Liste erhebt keinen Anspruch auf Vollständigkeit.

## Persönlichkeiten
(Sortierung nach Geburtsjahr)
- Capitanei de Sessa. Familie langobardischer Herkunft, ab dem 13. Jahrhundert in Sessa bezeugt[1]

- Adelsfamilie de Sessa. [2]

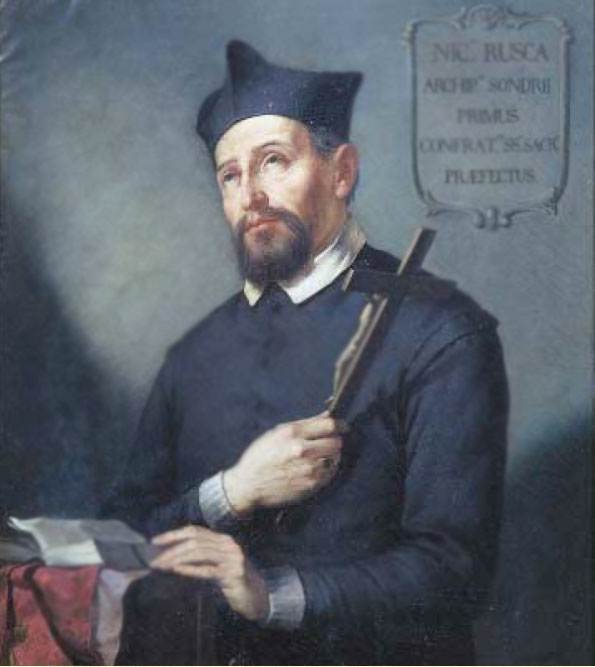
Nicolò Rusca auf einem Gemälde von Antonio Caimi (1852)

  - Gufredus de Sessa (* um 1230 in Sessa; † um 1290 ebenda), Adel, Podestà der Leventina in der 2. Hälfte des 13. Jahrhunderts[2]
  - Calvagnus de Sessa (* um 1265 in Sessa; † nach 1311 ebenda), Adel, Vikar der Leventina um 1306–1308, zwei Jahre lang für Gastone della Torre, den späteren Erzbischof von Mailand[2]
  - Martino de Sessa (* um 1290 in Sessa; † nach 1334 ebenda), Adel, er gründete 1334 die Kirche und die Kaplanei Santa Maria di Corte in Sessa[2]
  - Enrico de Sessa (* um 1310 in Sessa; † nach 1376 in Como), Priester, Bischof von Pesaro 1357, von Ascoli 1358, von Brescia 1363, von Como 1369 bis zu seinem Tode um 1380, päpstlicher Legat in Venedig 1372, 1376 in Bologna von Ugolino dei Balduini gefangen[3][2]
  - Filippo de Sessa (* um 1440 in Sessa; † nach 1494 ebenda), Adel, er stiftete 1494 durch Legat die Kapelle und die Kaplanei der heiligen Jungfrau in der Pfarrkirche San Martino von Sessa[2]
  - Giovanni Battista de Sessa (* um 1450 in Sessa † 1508 in Venedig), als Drucker veröffentlichte er mehr als fünfzig Werke, darunter: 1489 I proverbi di Seneca.; 1496 die erste Ausgabe von Marco Polos Il Milione; 1498 Il vocabulista italico-tedesco.; 1501 Vita scolastica di frate Bonvicini de Ripa.; 1502 De virtutibus herbarum di Alberto Magno. Der Kunsthistoriker Ugo Donati erinnert sich an das typografische Zeichen: Eine Katze mit einer Maus im Maulinnerhalb eines Kreises, der von zwei Eichenzweigen gebildet wird, die von einer Krone überragt werden begleitet von den Initialen. Sein Sohn Melchiorre war auch Drücker in Venedig[4].
  - Silvestro de Sessa (* um 1460 in Sessa; † nach 1501 in Daverio), Adel, erwähnt 1501 als Mitglied der Korporation der Edlen von Sessa, er wohnte aber in Daverio[2]

- Adelfamilie Rusca. [5]
  - Nicolò Rusca (um 1563–1618), Pfarrer von Sessa, Erzpriester von Sondrio, er verlor sein Leben im Zuge der religiösen Wirren im Veltlin
  - Luigi Rusca (* 1567 in Bedano; † nach 1640 in Sessa), Bruder des Nicolò, Koadjutator, hierauf Nachfolger seines Bruders Nicolò in Sessa 1590–1638, baute die neue Pfarrkirche San Martino, lebte noch 1640[5]
  - Giovanni Antonio Rusca (* um 1595 in Bedano; † nach 1663 in Sessa), Neffe des Nicolò, Doktor der Theologie, Chorherr von Sondrio und 1638, Pfarrer von Sessa, führte den Bau der Pfarrkirche San Martino zu Ende und liess den Glockenturm bauen[5]

- Familie Marchesi. [6][7]
  - Bartolomeo Marchesi (* 1580 in Sessa; † nach 1661 in Agno TI), Priester, Propst der Stiftskirche Santi Giovanni Battista e Provino von Agno[8]
  - Giovan Domenico Marchese (* um 1720 in Sessa; † nach 1778 ebenda), Kaplan des Oratorium Sant’Orsola, Wohltäter, er vermachte 1780 25300 Lire zur Gründung einer unentgeltlichen Knabenschule der Kirchgemeinde Sessa[6][9]
  - Darvino Marchesi (* 1908 in Sessa; † 1973 in Kriens), Musikdirektor, Lehrer an der Musikschule Luzern, Dirigent Harmoniemusik Kriens 1946–1973 sowie der Musikgesellschaft Emmen von 1952 bis 1973; seine Denktafel steht an der Fassade seines Hauses in Sessa[10]

- Familie Ramponi. [11]
  - Carlo Antonio Ramponi (* um 1630 in Sessa; † nach 1694 ebenda), Holzbildhauer, Bildhauer, tätig in Castello di Monteggio. 1662 schuf er zusammen mit Antonio Pini aus Bellagio den Tabernakel der Pfarrkirche Sankt Martino von Sessa dann beteiligte sich um 1670 am Bau des Hauptaltars der Pfarrkirche San Martino; jedenfalls stammen die beiden Seitenengel von ihm[11][12]
  - Ferdinando Ramponi (* 30. November 1703 in Sessa; † 21. September 1788 in Castello di Monteggio), er wurde 1737 dort Bürger. Stammvater der Ramponi von Castello[11]

- Azaria Püntener (* um 1520 in Altdorf; † nach 1565 ebenda), Hauptmann, Landvogt von Lugano, wohnte in Sessa[13]
- Ercole Bianchi (* um 1550 in Sessa; † nach 1624 ebenda), Priester, Wohltäter[14]
- Alessandro Zanetti (* XVIII Jahrhundert in Sessa; † ? ebenda), Stuckateur[15]
- Marcello Morini (* um 1625 in Luino; † nach 1659 ebenda), Künstler, Bildhauer aus Luino. In den Jahren 1658–1659 schuf er das Taufbecken für die Pfarrkirche San Martino in Sessa[16]
- Antonio Pini (* um 1630 in Bellagio; † 1666 ? ebenda), Künstler, Bildhauer aus Bellagio, Zusammen mit Carlo Antonio Ramponi schuf er 1662 den Tabernakel der Pfarrkirche von Sessa und 1666 die Madonna del Rosario der Pfarrkirche San Vigilio von Gandria[17]
- Giandomenico Alberti (* um 1740 in Bedigliora; † um 1810 ebenda), Priester, Theologe, Propst der Pfarrei von Sessa und Monteggio, Autor[18]

- Familie Galeazzi. [19]
- Giuseppe Galeazzi (* um 1740 in Sessa; † nach dem 1800 ebenda), er war unter den Anführern der cisalpinischen Partei beim Angriff aus Lugano am 5. Februar 1798. Seine Güter wurden von der provisorischen Regierung am 12. Juni 1799 eingezogen[19]
- Paolo Galeazzi (* um 1765 in Sessa; † nach dem 1830 ebenda), Anführer der cisalpinischen Partei; am 1. Februar 1800 war er noch im Gefängnis und wurde erst auf Betreiben des französischen Gesandten in Bern freigelassen[19]

- Antonio Andina (* um 1800 in Croglio; † um 1860 ebenda ?), Priester, Lehrer in der ersten Primarschule von Sessa[20]
- Giuseppe Donati (* 1858 in Molinazzo di Monteggio; † 1929 ebenda), Maler[21]

- Familie De Marchi. [22]
  - Marc’Antonio de Marchi (* 1620 in Costa di Sessa; † vor 1684 ebenda), Sohn des Domenico, Häuserbesitzer in Costa di Sessa, 1664 Gründer des Oratorium Sant’Agata in Costa; 6. Mai 1667 war er in Versailles Teilnehmer einer Botschaft der Republik Genua an König Ludwig XIV.; 1665 beteiligte er sich am Bau der Kapelle Sant’Agata von La Costa[22][23]
  - Pietro de Marchi (* um 1640 in Costa di Sessa; † 15. Juni 1705 ebenda), Hauptmann im Dienste des Königs von Polen Johann III. Sobieski[24]
  - Giovan Antonio de Marchi (* um 1660 in Costa di Sessa; † ? in Rom), Hauptmann im Dienste der päpstlichen Garde[25]

- Familie Bertogliatti. 
  - Domenico Bertogliatti (* um 1700 in Sessa; † nach 1751 in Madrid ?), Polier in Serralunga d’Alba und in Madrid[26]
  - Francesco Bertogliatti (* um 1720 in Sessa; † nach 1781 in Warschau ?), Architekt[27]
  - Francesco Bertoliatti (* 1879 in Sessa; † 1951 in Chiasso), Lehrer, Postbeamter, Lokalhistoriker, Autor[28]
  - Benigno Bertoliatti (* 1887 in Sessa; † 1960 ebenda), Maler[29]

- Familie Rossi. [30]

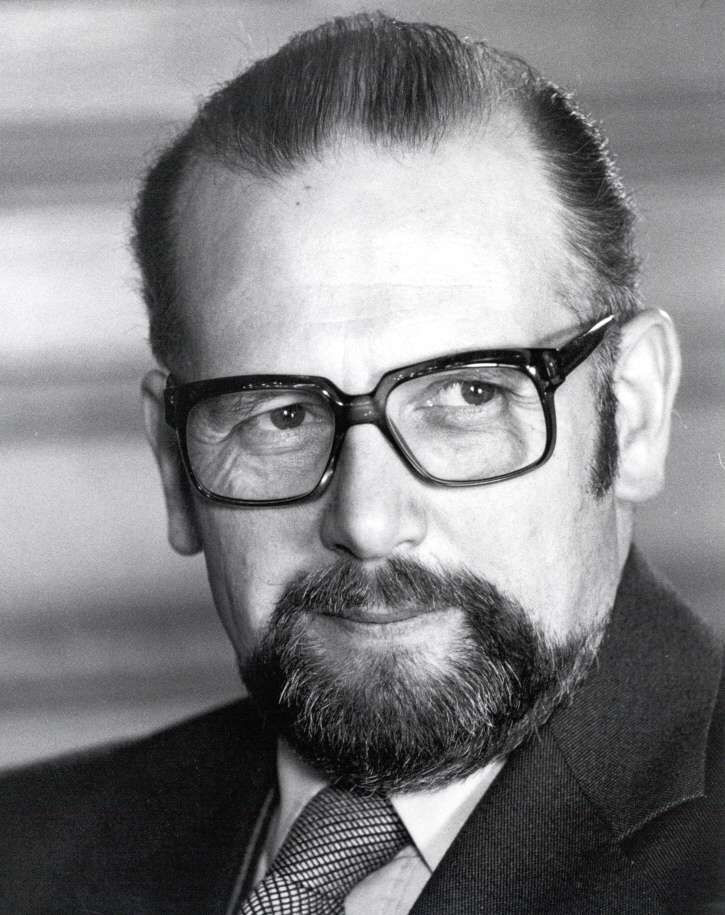
Valentin Oehen (1986)

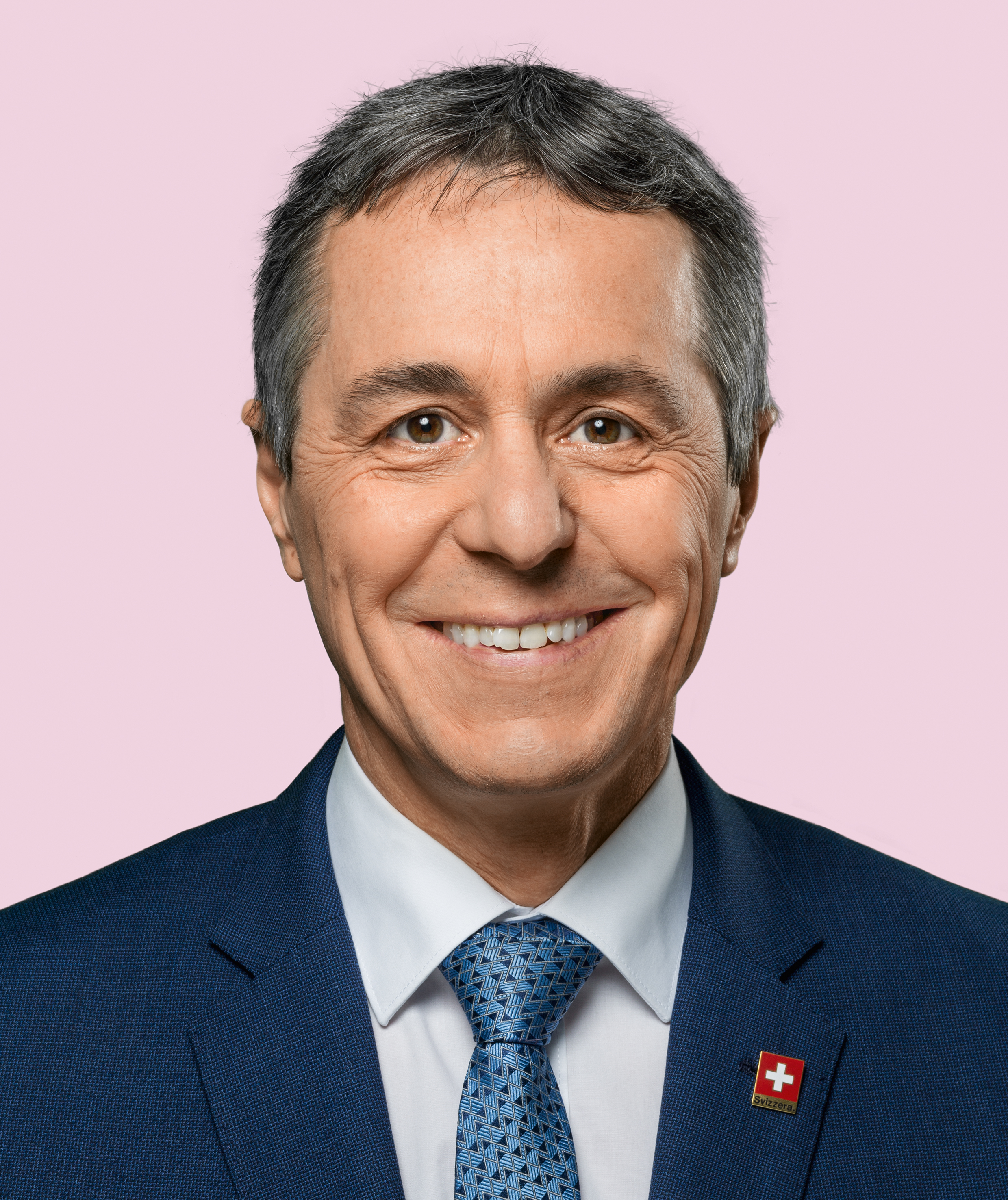
Ignazio Cassis (2022)

  - Giovanni Gioachino Rossi (* 1704 in Moskau; † um 1770 in Sankt Petersburg), Stuckateur, Architekt[31]
  - Pietro Domenico Rossi (* 17. März 1778 in Sessa; † 26. Mai 1853 in Lugano), Sohn des Doktor Carlo, Anwalt und Notar, er beteiligte sich an der Giubiasco-Verkündung 1814, 1818 kaufte er die "Prati Vergani" vom Patriziat von Monteggio und 1836 errichtete er zur Entwicklung der Weidewirtschaft den "Cassinone" nahe der italienischen Grenze, Tessiner Grossrat, Mitverfasser des tessinischen Zivilgesetzbuchs von 1837[30][32]
  - Martino Rossi (* 1782 in Sessa; † 1860 ebenda), Bruder des Anwalts Pietro, Arzt und Chirurg, Reformpolitiker im Jahr 1830 und Mitglied des Tessiner Grossrates. Er war in Germignaga tätig und heiratete in zweiter Ehe Angela geborene Trezzini aus Astano. Sein Sohn Giuseppe praktizierte ebenfalls als Arzt in Germignaga.[33]
  - Alessandro Rossi (1820–1891), Bildhauer, Autor[34]
  - Ermenegildo Rossi (1827–1895), Tessiner Grossrat, Staatsrat und Ständerat der Christlichdemokratischen Volkspartei (CVP)
  - Rinaldo Rossi (* 25. März 1845 in Sessa; † 3. Februar 1908 in La Chaux-de-Fonds), Ingenieur, Tessiner Grossrat und Staatsrat[35][36]
  - Giulio Rossi (* 4. August 1876 in Sessa; † 18. November 1943 in Sorengo) Rechtsanwalt, Historiker, Autor, Politiker[37]

- Familie Trezzini. 
  - Bernardo Trezzini (* 15. Juli 1851 in Sessa; † 31. August 1919 in Sacramento), Maler[38]
  - Celestino Trezzini (1883–1967), Priester, Doktor utriusque Juris, Journalist Rektor der Universität Freiburg, Forscher
  - Fabio Trezzini (1960), Berufsberater, Gemeinderät von 1992 bis 2004; Gemeindeverwalter von 2004 bis 2012, von 2016 bis 2021, Bergbau-Führer, Sekretär des Coro Contrappunti[39]

- Giuseppe Castelli (* 21. Mai 1827 in Lugano; † 18. März 1899 ebenda), Priester, Pfarrer von Sessa, Domherr, Erzpriester von Lugano, Apostolischer Administrator der tessiner Diözese[40]
- Giuseppe Bianchi (* um 1870 in Lugano; † um 1935 ebenda), Sekundarlehrer, Autor[41]
- Virgilio Chiesa (1888–1971), Sekundarlehrer, Lokalhistoriker, Autor[42]
- Antonio Pani (* 1895 in Sessa; † um 1961 ebenda), Sekundarlehrer, Gründer und Mitglied der Società Pro Malcantone[43]
- Filippo Milesi (* 1914 in Bergamo; † 18. September 1994 in Sessa), Priester, Pfarrer in Val Colla, Novaggio und Propst in Sessa, Forder der Oratorien Santa Rita in Ortschaft Termine und San Francesco in Fornasette, Publizist: Da Sessa a Friborgo: Note biografiche su Mons. Celestino Trezzini. Sessa-Lugano 1968.[44][45]
- Valentin Oehen (* 1931; † 2022) Politiker, Nationalrat, Tessiner Grossrat, Major der Schweizer Armee, ab 1979 Bewirtschafter eines Guts in Sessa
- Giuseppe Zanetti (* 1941 in Sessa; † 10. Juni 2014 ebenda), Sekunderlehrer, ehemaliger Gemeindepräsident von Sessa, Gründer des Piccolo Museo di Sessa[46]
- Sergio Antonietti (* 21. Juli 1951 in Castelrotto), aus Astano, ehemaliger Direktor der Mittelschule von Lugano viale Cattaneo, Politiker (CVP) 2011–2021 Gemeindepräsident von Sessa[47]
- Ignazio Cassis (* 1961), Arzt, Politiker, Bundesrat, seit 2019 Aussenminister der Schweiz
- Gianluca Airaghi (* 9. August 1968), Doktor der Rechte der Universität St. Gallen, Mitglied des Verwaltungsrats der Banca Raiffeisen Lugano[48].